# Bernabé Sarabia
Bernabé Sarabia Heydrich (Madrid, 1944-19 de septiembre de 2022) fue un sociólogo español. Catedrático de Sociología de la Universidad Pública de Navarra y director del Departamento de Sociología.

## Biografía
Se licenció en Psicología y también obtuvo un doctorado en Filosofía y Letras (Filosofía) en la Universidad Complutense de Madrid. Fue senior member y visiting fellow del St Antony's College de la Universidad de Oxford.
Fue asesor de la Secretaría de Estado de Educación y Universidades.
Colaboró con publicaciones como REIS (Revista Española de Investigaciones Sociológicas), Revista de Occidente, Cuenta y Razón, Interacción Social, del cual es fundador, y los diarios ABC, El Mundo y El País.

## Publicaciones (selección)
- Metodología cualitativa en España. Centro de Investigaciones Sociológicas, 1997, con Juan Zarco[5]